# Afrik'Art
Afrik'art est le premier magazine culturel de télévision entièrement consacré aux artistes africains contemporains.
Diffusé en Afrique sur Canal+ Afrique, sur Médi 1 Sat au Maroc et en France sur la chaîne Planète et TV5 Monde, le magazine Afrik'art conçu par Jean-François Hassoun donne la parole aux artistes, qu'ils soient célèbres ou émergents.
Avec 7 saisons de diffusion,  plus de 350 portrais d'artistes réalisés, vingt-deux pays africains traversés, Afrik'art propose un périple artistique unique en son genre sur le continent africain. Un programme ambitieux et novateur qui offre un regard nouveau et positif sur l'Afrique et espère contribuer au rayonnement de la création contemporaine africaine. 